# Стража Скалы
Стража скалы (итал. Guardia di Rocca) — постоянное военное формирование Сан-Марино, выполняющее полицейские функции. 

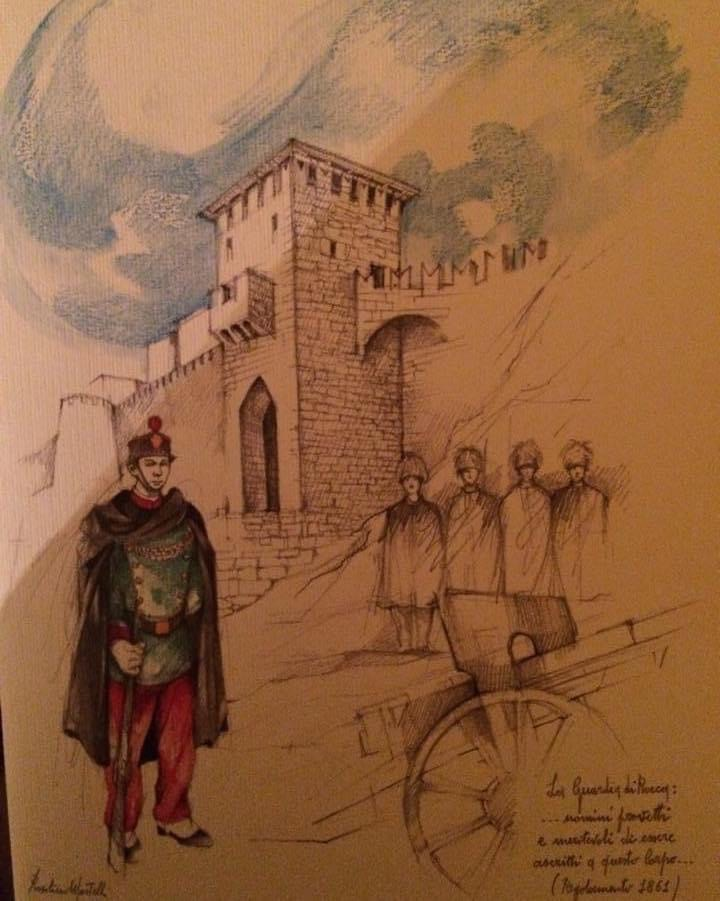
Стража скалы Сан-Марино на открытке. 1861 год

## История
Формирование берет свое начало 26 мая 1754 года, когда оно было создано указом Регентства. Изначальная роль стражей скалы — охрана единственной тюрьмы и границ Сан-Марино. Тогда же, в 1754, на службу был избран отряд из 12 человек, а в 1755 году численность отрядов возрасла до двух.

## Состав и задачи
Главная задача стражей скалы на сегодняшний день — обеспечение соблюдения законов, указов, постановлений. Также стражи скалы обеспечивают безопасность на государственной границе и охрану правительственных органов 
Они содейсвуют предупреждению и пресечению преступлений, охране общественного порядка, безопасности граждан, а также оказывают помощь во время стихийных бедствий.
Стражи скалы делятся на пять отделов: центральное командование, пограничный отдел, судебная полиция, отдел товарных виз и отдел надзора.

### Центральная полиция
Центральная полиция (итал. Comando Centrale) — подразделение стражей скалы, ведущее командование и координирование прочих секций формирования в соответствии с указаниями командующего.

### Пограничный отдел
Пограничный отдел (итал. Sezione di Confine) — подразделение, обеспечивающее безопасность государственной границы, а также оказывающее сопротивление трансграничным перевозкам.

### Судебная полиция
Судебная полиция (итал. Polizia Giudiziaria) — подразделение, осуществляющее следственные действия в целях предупреждения и пресечения преступлений в целом.

### Отдел надзора
Отдел надзора (отдел надзора и представительства) (итал. Sezione di Vigilanza e Rappresentanza) — подразделение стражей скалы, занимающееся услугами, оказываемыми в зданиях правительственных учреждений, например, в Палаццо Пубблико.

### Отдел товарных виз
Отдел товарных виз (итал. Sezione Visto Merci) — отдел стражей скалы, занимающийся таможенным услугами, включая проверку ввозимых товаров.

## Оборудование

### Вооружение
Солдаты стражей скалы экипированы пистолетом Glock-17 третьего поколения (калибр 9×19 мм Парабеллум) и металлической дубинкой. Для экстренных случаев каждый солдат оснащён электрошокером Taser 7 или X2, а также камерой Axon 3 Bodycam, подключённой к соответствующему офису. В качестве основного оружия используется M4 Nuova Jager (калибр 9×19 мм Парабеллум)

### Транспорт
- Fiat Panda
- Fiat Punto
- Subaru Justy
- Jeep Renegade (для экстренных служб)
- Volkswagen T-Roc (для экстренных служб)
- Skoda Karoq (для экстренных служб)

## Звания

### Офицеры
- Капитан
- Лейтенант
- Младший лейтенант

### Унтер-офицеры
- Старший сержант-майор
- Старший сержант
- Сержант

### Солдаты
- Капрал-майор
- Солдат